# Ceraspis brittoni
Ceraspis brittoni är en skalbaggsart som beskrevs av Frey 1962. Ceraspis brittoni ingår i släktet Ceraspis och familjen Melolonthidae. Inga underarter finns listade i Catalogue of Life.